# Carissa Moore
Carissa Moore est une surfeuse professionnelle américaine née le 27 août 1992 à Honolulu, Hawaï. En 2011, elle devient la plus jeune championne du monde de surf. En 2021, elle remporte la médaille d'or lors des Jeux olympiques d'été de 2020 à Tokyo.

## Biographie
Cette jeune Hawaiienne a dominé le monde du surf à tout juste 14 ans.
Les talents athlétiques de Carissa Moore ont été visibles dès son jeune âge. Son père a déclaré qu'elle avait « un équilibre incroyable et mouvement exceptionnel » à l'âge de six ans où elle a commencé la compétition de surf à Hawaii. Juste un an plus tard, elle a reçu un soutien financier de la compagnie de vêtements de surf, Roxy.
Surfer Magazine a nommé Carissa Breakthrough Performer of the Year en 2004. La même année, elle remporte le Billabong Pro Junior.
À ce jour, Carissa a gagné neuf titres National Scholastic Surfing Association (NSSA). Dans la majorité des compétitions, elle gagne, elle est généralement la plus jeune concurrente. En 2007  au Roxy Pro en Australie, elle a été le plus jeune finaliste (hommes et femmes confondus) de l'histoire et elle a navigué dans tous les événements du monde entier.
Elle gagne son premier titre majeur au très difficile Reef Hawaien Pro.
À une course de la fin, Carissa est co-leader du WQS 2009 et a gagné sa place pour l'ASP World Tour 2010.
En 2011, elle remporte le championnat du monde.
En 2021, elle remporte la médaille d'or lors des Jeux olympiques d'été de 2020 à Tokyo.

## Palmarès

### Titres
- 2015 : Championne du Monde WSL
- 2007 : Championne NSSA(open Women's)[2]
- 2006 : Championne NSSA (Explorer Womens)
- 2006 : Championne NSSA (open Women's/Governor's Cup)[3]
- 2006 : Championne NSSA (Explorer Girls)
- 2006 : Championne NSSA (Middle School Girls)
- 2006 : Au championnat NSSA, gagne le Kalani Robb most inspirational performance
- 2005 : Championne NSSA (open Women's/Governor's Cup)[4]
- 2005 : Championne NSSA (Explorer Girls)
- 2005 : Championne NSSA (Middle School Girls)

### Victoires
- 2008 : Reef Hawaiian Pro, Haleiwa, Oahu, Hawaii (WQS)
- 2013 : 
  - Rip Curl Womens Pro, Margaret River Pro, Australie-Occidentale, Australie
  - Rip Curl Womens Pro, Bells Beach, Victoria, Australie
  - Rip Curl Womens Pro, US Open of Surfing, Huntington Beach, États-Unis
- 2015 :
  - Roxy Pro Gold Coast, Snapper Rocks (Australie)
  - Rip Curl Women's Pro, Bells Beach (Australie)
  - Swatch Women's Pro, Trestles (États-Unis)[5]
  - Target Maui Pro, Maui, Hawaii (États-Unis)
- 2016 :
  - Roxy Pro France à Hossegor (France)